# 3364 Зденка
3364 Зденка (енгл. 3364 Zdenka) је астероид главног астероидног појаса чија средња удаљеност од Сунца износи 2,199 астрономских јединица (АЈ).
Апсолутна магнитуда астероида је 13,8.